# Il était une fois (bande originale)
Pour les articles homonymes, voir Il était une fois.
Enchanted: Original Soundtrack est la bande originale du film Il était une fois, publiée sous le label Walt Disney Records et paru le 20 novembre 2007.

## Réception
Aux États-Unis, le disque s'est classé à la 39e position du Billboard 200, à la 5e position du Top Soundtracks et à la 48e position du Top Digital Albums.

## Titres
Toute la musique est composée par Alan Menken pour la musique et Stephen Schwartz pour les paroles, excepté le N°15 écrit par Jack Brooks and Harry Warren.
| 1.    | True Love's Kiss                            | Amy Adams and James Marsden | 3:13  |
| 2.    | Happy Working Song                          | Amy Adams                   | 2:11  |
| 3.    | That's How You Know                         | Amy Adams                   | 3:49  |
| 4.    | So Close                                    | Jon McLaughlin              | 3:49  |
| 5.    | Ever Ever After                             | Carrie Underwood            | 3:31  |
| 6.    | Andalasia (Partition musicale)              |                             | 1:47  |
| 7.    | Into the Well (Partition musicale)          |                             | 4:42  |
| 8.    | Robert Says Goodbye (Partition musicale)    |                             | 3:16  |
| 9.    | Nathaniel and Pip (Partition musicale)      |                             | 4:03  |
| 10.   | Prince Edward's Search (Partition musicale) |                             | 2:24  |
| 11.   | Girls Go Shopping (Partition musicale)      |                             | 1:41  |
| 12.   | Narissa Arrives (Partition musicale)        |                             |       |
| 13.   | Storybook Ending (Partition musicale)       |                             | 10:44 |
| 14.   | Enchanted Suite (Partition musicale)        |                             | 4:36  |
| 15.   | That's Amore                                | James Marsden               | 3:05  |
| 58:47 |                                             |                             |       |

## Classements

### Album
| Classement                             | Meilleure position |
| -------------------------------------- | ------------------ |
| États-Unis (Billboard Hot 200)         | 39                 |
| États-Unis (Billboard Top Soundtracks) | 5                  |

### Single
| Single              | Classement                                          | Meilleure position |
| ------------------- | --------------------------------------------------- | ------------------ |
| That's How You Know | États-Unis (Billboard Pop 100)                      | 67                 |
| That's How You Know | États-Unis (Billboard Hot Digital Songs)            | 53                 |
| That's How You Know | États-Unis (Billboard Hot Canadian Digital Singles) | 74                 |